# Covent Garden (metropolitana di Londra)
Covent Garden è una stazione della metropolitana di Londra situata sulla linea Piccadilly.

## Storia
La stazione aprì l'11 aprile 1907, quattro mesi dopo l'inizio del servizio sul resto della linea,  avvenuto il 15 dicembre 1906.
La stazione fu progettata dalla Great Northern and Strand Railway (GN&SR), che aveva ricevuto nel 1899 l'approvazione del Parlamento per una tratta ferroviaria da Wood Green allo Strand. Dopo che la GN&SR venne acquisita dalla Brompton and Piccadilly Circus Railway (B&PCR) nel settembre 1901, entrambe le compagnie passarono sotto il controllo del finanziere americano Charles Yerkes e della sua holding Underground Electric Railways Company of London (UERL). Per collegare le tratte progettate per le due compagnie, la UERL ottenne il permesso di scavare nuovi tunnel fra Piccadilly Circus e Holborn. Le due compagnie vennero formalmente fuse nella Great Northern, Piccadilly and Brompton Railway (GNP&BR, in seguito Piccadilly line) nel novembre 1902.

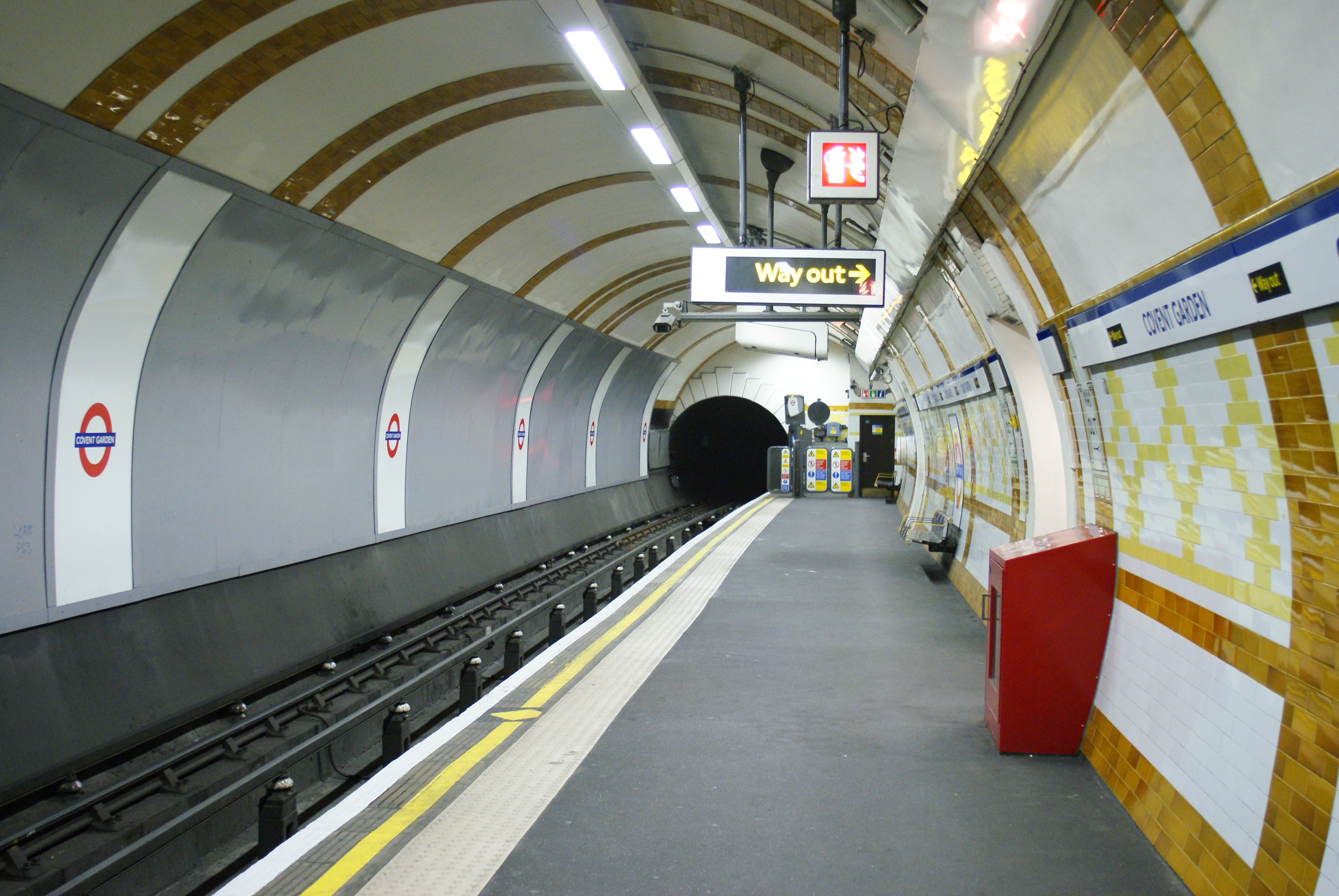
Il tipico schema di colori delle piastrelle sulla piattaforma della stazione.

Come le altre stazioni originali della GPN&BR,  l'edificio di superficie della stazione e il rivestimento in piastrelle delle piattaforme fu progettato dall'architetto Leslie Green. Il rivestimento esterno è nel tipico stile in piastrelle di terracotta rossa color "sangue di bue". I muri lungo la piattaforma furono piastrellati con due tonalità di giallo e bianco utilizzando piastrelle che formano figure geometriche con tre spazi vuoti per inserire il nome della stazione. Come parte del programma di investimenti della Transport for London, la piastrellatura originale è stata sostituita nel 2010 con materiali e dimensioni identiche, mantenendo l'aspetto originale delle piattaforme. L'edificio, dal 20 luglio 2011, è un monumento classificato di Grade II.
Nel 1929 Covent Garden era una delle stazioni di cui era stata proposta la chiusura, nell'ambito dell'estensione della Piccadilly Line. L'eliminazione delle stazioni meno frequentate nel centro di Londra avrebbe migliorato, secondo questa proposta, sia la puntualità sia i tempi di percorrenza per i pendolari che usavano le stazioni della periferia. Le altre stazioni prese in considerazione per la chiusura erano York Road (chiusa nel 1932), Brompton Road (chiusa nel 1934), Regent's Park, Mornington Crescent, Hyde Park Corner, Gillespie Road (ora ribattezzata Arsenal), Gloucester Road e Down Street (chiusa nel 1934). Alla fine si decise che Covent Garden sarebbe rimasta in funzione.

## Strutture e impianti
Covent Garden è una della poche stazioni nel centro di Londra che consente l'accesso alla piattaforme solo per mezzo di ascensori o scale ed è spesso molto affollata essendo situata in una zona molto popolare per i turisti. Per limitare la congestione, al sabato pomeriggio, il momento di maggior affollamento nei negozi dell'area circostante, era in vigore la chiusura della stazione in entrata (era possibile solo l'uscita). Questa restrizione è stata eliminata dopo la sostituzione dei quattro ascensori, avvenuta fra il 2014 e il 2015. La stazione non è comunque accessibile ai disabili per via di una rampa di scale fra il piano degli ascensori e l'uscita.
Il viaggio fra le stazioni di Leicester Square e Covent Garden è il più breve fra due stazioni adiacenti della metropolitana: circa 300 metri, che vengono percorsi in 20 secondi.
La stazione di Covent Garden è compresa nella Travelcard Zone 1.

## Nella cultura di massa
Una nota leggenda metropolitana sostiene che il fantasma dell'attore William Terriss, assassinato nel 1897 mentre usciva dall'Adelphi Theatre, infesti la stazione. In particolare un bigliettaio, in servizio a Covent Garden fino al 1965, sosteneva di avere visto lo spettro diverse volte. L'ultimo avvistamento sarebbe avvenuto nel 1972.